# Йокль, Норберт
Норберт Йокль (нем. Norbert Jokl, 25 февраля 1877[…], Бзенец — 6 мая 1942, Малый Тростенец) — австрийский филолог, один из основоположников албанистики.

## Биография
Норберт Йокль родился в городе Бзенец (в то время — Бизенц), Южноморавский край (ныне — Чехия), в еврейской семье. Окончил среднюю школу с отличием и поступил в Венский университет, чтобы изучать право и окончил его в 1901 году с summa cum laude (эквивалент современного красного диплома), после чего отказался от дальнейшего изучения права и решил посвятить себя лингвистике. Изучал индоевропейские языки, славистику и романистику под руководством таких учёных, как Ватрослав Ягич, Пауль Кречмер и Вильгельм Мейер-Любке; в 1908 г. получил второй диплом с отличием.
В 1903 г. Йокль устроился библиотекарем в Венский университет, где проработал на различных должностях до 1938 года. В возрасте 30 лет он начал самостоятельно изучать албанский язык, который в то время практически не был изучен, и посвятил албанистике всю дальнейшую научную деятельность.
В 1913 году Йокль стал приват-доцентом со специализацией по индоевропейскому языкознанию, при этом уделял особое внимание албанскому, балтийским и славянским языкам. В 1923 году он стал экстраординарным профессором и руководил кафедрой общего, индоевропейского и финно-угорского языкознания а в 1937 получил титул тайного советника. Йокль опубликовал большое количество статей по албанскому языку и албанистике, а в апреле 1933 г. венгерский палеонтолог и албанист барон Франц Нопча фон Фельшё-Сильваш, из-за финансовых затруднений покончил с собой, оставив свой архив Йоклю.
После прихода к власти нацистов научные журналы Германии прекратили публикации работ Йокля в соответствии с расовыми законами, его перестали приглашать на конференции в Германию. Несмотря на это, Йокль продолжал вести исследования и в 1937 году, в 60-летнем возрасте впервые лично посетил Албанию, где был принят с почестями и награждён орденом Скандербега.
После аншлюса Австрии, в мае 1938 Йокль был уволен из университета, несмотря на заступничество декана философского факультета Виктора Кристиана. После увольнения Йокль при поддержке Христиана подал властям прошение о трудоустройстве в библиотеку в качестве «лица смешанной крови 1-й степени», но это прошение также было отклонено.
В течение последующих четырёх лет Йокль жил уединённо в Нойбау на улице Нойштифтгассе 67-69,, подрабатывая случайными заработками и продолжая на дому вести исследования, которым уделял всё свободное время. В это время Йокля навещал и оказывал ему помощь один из его студентов — Георг Шолта, впоследствии профессор языкознания.
Друзья Йокля за рубежом понимали, что в нацистской Германии его жизнь находится под угрозой, и предпринимали попытки его спасти. После оккупации Албании Италией через итальянское министерство образования специально для Йокля в Албании была создана должность библиотекаря с ежемесячной зарплатой 600 албанских франков. Албанский католический священник и писатель Гергь Фишта 23 сентября 1939 написал письмо итальянскому губернатору Албании Франческо Якомони с просьбой оказать содействие в выдаче Йокля в Албанию. К просьбе Фишты присоединились профессор Падуанского университета Карло Тальявини, был задействован также министр иностранных дел Италии Галеаццо Чиано, но все эти усилия не увенчались успехом.
4 марта 1942 года Йокль был арестован гестапо и отправлен в концлагерь. Георг Шолта, пытаясь спасти своего учителя, обратился с ходатайством к Э.Кальтенбруннеру, который курировал концлагеря, но Кальтенбруннер в ответ заявил, что у него нет соответствующих полномочий.
Обстоятельства смерти Йокля до конца не выяснены. По одним данным, 6 мая 1942 года он был доставлен в концлагерь Малый Тростенец под Минском, где был умерщвлён. По другим версиям, Йокль умер ещё в Вене от жестокого обращения либо покончил с собой от отчаяния.
Пауль Хайгль, генеральный директор Национальной библиотеки Австрии, после ареста Йокля добился, что 27 апреля 1942 года личный архив Йокля был конфискован и направлен в Национальную библиотеку. Это было сделано вопреки желанию Йокля, который завещал свой архив Албании. Считалось, что архив Йокля содержит около трёх тысяч документов, в действительности в Национальной библиотеке находится только около 200, участь остальных остаётся неизвестной.
29 апреля 1982 года Сенат Венского университета постановил занести имя Норберта Йокля на доску почёта университета.

## Публикации
- Studien zur albanischen Etymologie und Wortbildung. Hölder, Wien 1911.
- A(lessander) Brückner: Slavisch-Litauisch. ---: Albanisch. Strassburg 1917.
- Das Finnisch-Ugrische als Erkenntnisquelle für die ältere indisch-germanische Sprachgeschichte (Festschrift für Baudouin de courtenay, 1921).
- Voks albanesische Liedersammlung mit sprachwissenschaftlich-sachlichen Erläuterungen versehen, 1921.
- Linguistisch-kulturhistorische Untersuchungen aus dem Bereiche des Albanesischen. De Gruyter, Berlin (u.a.) 1923.
- Albaner, Sprache (Reallexikon der Vorgeschichte, hrsg. von M. Ebert, 1924).
- Südslavische Wortstratographie und albanische Lehnwortkunde. Makedonskija Naučen Inst., Sofija 1933. S. 119—146.
- Zur Ortsnamenkunde Albaniens. In: Zeitschrift für Ortsnamenforschung, 10, 2. Oldenbourg, München (u.a.) 1934. S. 181—206.
- Zur Lehre von den alb.-griech. Teilgleichungen. In: Revue internationale des études balkaniques, 1. Inst. balkanique, Beograd 1934, S. 46-64.
- Zu den lateinischen Elementen des albanischen Wortschatzes. In: Glotta, Bd. 25, 1/2. Vandenhoeck & Ruprecht, Göttingen 1936. S. 121—134.
- Balkanlateinische Untersuchungen. In: Revue internationale des études balkaniques, 3. Inst. balkanique, Beograd 1936, S. 44-82.
- Sprachliche Beiträge zur Paläo-Ethnologie der Balkanhalbinsel. (Zur Frage der ältesten griechisch-albanischen Beziehungen.) Aus dem Nachlaß hrsg. v. Oskar E. Pfeiffer. Mit einem Vorw. v. Georg R. Solta. Österr. Akad. d. Wiss. Phil. -hist. Kl. Schriften d. Balkankommission. Linguistische Abt., 29. Wien 1984.